# Mike Pondsmith
Michael Alyn Pondsmith (...) è un designer statunitense di videogiochi, giochi di ruolo e di giochi da tavolo.
È meglio conosciuto per il suo lavoro per l'editore R. Talsorian Games, dove ha sviluppato la maggior parte delle linee di giochi di ruolo dell'azienda sin dalla fondazione dell'azienda nel 1982.  Pondsmith è accreditato come autore di diverse linee di giochi di ruolo, tra cui Mekton (1984), Cyberpunk (1988) e Castle Falkenstein (1994). Ha anche contribuito alle linee Forgotten Realms e Oriental Adventures del gioco di ruolo Dungeons & Dragons, ha lavorato in vari ruoli su videogiochi e ha scritto o co-creato diversi giochi da tavolo. Pondsmith ha anche lavorato come istruttore presso il DigiPen Institute of Technology.

## Vita e formazione
Nato in una famiglia di militari, Mike Pondsmith era figlio di uno psicologo e di un ufficiale dell'aeronautica  che ha viaggiato in tutto il mondo con l'aviazione americana per i primi 18 anni della sua vita. Si è laureato presso l'Università della California, Davis con un B.A. in graphic design e un B.S. in psicologia comportamentale. 207 Pondsmith ricorda che aveva progettato giochi anche da bambino, ma fu solo all'università che gli fu introdotta l'idea dei giochi di ruolo con carta e penna quando un amico ne ottenne una copia dell'originale Dungeons & Dragons (D&D). Avendo molta esperienza nel wargaming navale, si interessò alle meccaniche di gioco usate da D&D ma non all'ambientazione fantasy che presentava. Il suo interesse aumentò, tuttavia, quando acquisì una copia di Traveller, un gioco di ruolo di fantascienza pubblicato nel 1977 da Game Designers 'Workshop. Insoddisfatto della sua meccanica, Pondsmith ha riscritto il gioco per suo uso personale con il nome di Imperial Star. Pondsmith in seguito definì Traveller il miglior gioco di ruolo che avesse incontrato nei pluripremiati Hobby Games del Green Ronin: The 100 Best.

## Gli inizi della carriera
Prima di diventare un progettista di giochi con carta e penna, Pondsmith ha lavorato nel settore dei videogiochi come grafico. Il suo primo lavoro dopo il college prevedeva la progettazione di imballaggi e materiali pubblicitari per l'ormai defunta California Pacific Computer Company (CPCC). Il riconfezionamento dei giochi giapponesi per il mercato mondiale occidentale era l'obiettivo principale del CPCC nei suoi primi giorni. In seguito è passato alla creazione di progetti per i titoli originali prodotti da Bill Budge e per i primi giochi Ultima progettati da Richard Garriott, tutti pubblicati da CPCC.  Il lavoro di Pondsmith al CPCC terminò a causa di problemi che il proprietario stava avendo. Pondsmith iniziò a lavorare all'Università della California, Santa Cruz, gestendo una casa di composizione.  Pondsmith sentiva di poter migliorare il sistema di combattimento di Traveller, e di conseguenza ha progettato il gioco Imperial Star all'inizio degli anni '80 esclusivamente per il proprio divertimento.
Secondo Pondsmith, all'inizio degli anni '80 non c'era molto da fare nell'area del design dei videogiochi, in gran parte a causa dei vincoli della tecnologia disponibile. La maggior parte dei giochi rilasciati da CPCC erano per macchine Apple II. Tuttavia, aveva familiarità con i giochi con carta e penna, che giocava all'epoca, e si interessò al design di giochi su carta. Grazie al suo lavoro secondario nella composizione tipografica, aveva accesso a computer molto moderni (per l'epoca) con software avanzato utilizzato nel layout di libri e riviste. Approfittando di questo accesso, ha scritto un gioco chiamato Mekton, un gioco di mecha basato su manga giapponesi in cui si era imbattuto in passato. A causa dell'interesse generato dal suo lavoro sui giochi cartacei, il game design ha consumato la sua carriera di graphic designer (sebbene abbia continuato a disegnare e impaginare la maggior parte dei libri di R. Talsorian Games).

## Giochi da tavolo progettati
Nel 1990, durante il suo periodo con la TSR, Pondsmith ha co-progettato tre giochi da tavolo per due giocatori.
- Attacco negli Asteroidi con Paul Lidberg e Kim Mohan
- Battle for the Sprawls con Paul Lidberg
- Crateri di Tharsis con Paul Lidberg

Inoltre R. Talsorian Games ha rilasciato il gioco da tavolo di Pondsmith GoDice! nel 2006. Anche la versione iniziale di Mekton è considerata un gioco da tavolo.

## Filmografia
- Cyberpunk: Edgerunners (Netflix, 2022) – soggetto

## Videoludografia
- Cyberpunk: The Arasaka's Plot (2007) – soggetto
- Cyberpunk 2077 (2020) – storia